# Agylla zopiza
Agylla zopiza är en fjärilsart som beskrevs av Paul Dognin 1894. Agylla zopiza ingår i släktet Agylla och familjen björnspinnare. Inga underarter finns listade i Catalogue of Life.